# Fomalhaut
Coordenadas:  22h 57m 39.1s, −29° 37′ 20″

Imagem DSS de Fomalhaut, campo de visão 2,7 × 2,9 graus.
Crédito NASA, ESA e Digitized Sky Survey 2.
Reconhecimento: Davide De Martin (ESA/Hubble)

Alpha Piscis Austrini, mais conhecida como Fomalhaut, é a estrela mais brilhante da constelação de Peixe Austral (Piscis Austrinus), e é uma das 4 estrelas reais dos persas – junto com Antares (α Scorpii), Aldebaran (α Tauri) e Regulus (α Leonis). Fomalhaut está a aproximadamente 25 anos-luz da Terra e é rodeada por um disco de poeira. Estrela símbolo da amizade de Thales e Ceci.
Em torno desta estrela foi detectado um planeta cerca de três vezes mais massivo que Júpiter. Este exoplaneta (Fomalhaut b) foi detectado visualmente pela comparação de imagens obtidas pelo telescópio Hubble entre 2004 e 2006.

Recentemente, cientistas descobriram que o que se achava ser um exoplaneta, Fomalhaut b, na verdade é o resultado de uma colisão de dois corpos frios similares a cometas, cada um com mais de 200 quilômetros. Um estudo foi publicado no dia 20/04/2020 na revista científica "Proceedings of the National Academy of Sciences" com dados recentes do telescópio Hubble mostrando o "desaparecimento" do exoplaneta, que na verdade se trata da dispersão dos resíduos dessa colisão.

## Etimologia
Fomalhaut é uma palavra de origem árabe e significa "boca do peixe".

## Exoplanetas
Em 13 de novembro de 2008, a NASA anunciou as primeiras imagens fotográficas obtidas de Fomalhaut b, através do telescópio Hubble, o que o torna o primeiro Planeta extra-solar fotografado da Terra.